# Fraxinus cuspidata
Fraxinus cuspidata — вид квіткових рослин з родини маслинових (Oleaceae).

## Опис
Це невелике дерево чи кущ, до 6(12) м, 0.2–0.3 м діаметра на рівні грудей. Гілочки тонкі й голі. Листки опадні, непарноперисті, 18 см завдовжки; листочків від трьох до дев'яти, від яйцеподібної до зворотно-ланцетної чи ланцетної форми, 3.5–7 см завдовжки, тонкі та блискучі, по краях цілісні чи грубозубчасті, на верхівці від довгозагострених до шпилястих. Суцвіття волотисті, кінцеві чи пазушні на поточному прирості, 7.5–10 см завдовжки. Квіти розпускаються навесні, коли листя розгортається; квітки помітні, білі й запашні, з великими пелюстками. Плід — крилатка, від видовжено-обернено-яйцюватої до ланцетної форми. Цвіте з травня по червень.

## Поширення
Зростає в Північній Америці: Мексика (Коауїла, Дуранго, Нуево-Леон, Сан-Луїс-Потосі, Тамауліпас, Чіуауа); США (Техас, Нью-Мексико, Невада, Аризона).
Росте на висотах від 800 до 2300 метрів. Fraxinus cuspidata росте на сухих руслах річок, кам'янистих схилах і ярах, на магматичних і вапнякових ґрунтах.

## Використання
Цей вид можна використовувати як декоративний.